# Kalvskär (Lemland, Åland)
Kalvskär är en ö i Åland (Finland). Den ligger i Ålands hav och i kommunen Lemland i landskapet Åland, i den sydvästra delen av landet. Ön ligger omkring 28 kilometer söder om Mariehamn och omkring 280 kilometer väster om Helsingfors.
Öns area är 3,2 hektar och dess största längd är 270 meter i sydöst-nordvästlig riktning.